# جون كيوزاك
جون بول كيوزاك (بالإنجليزية: John Cusack) من مواليد 28 يونيو 1966، هو ممثل وكاتب سينمائي أمريكي نال جائزة «أفضل الممثلين الموعودين» عام 1990 عن دوره في فيلم «قل أي شيء» "Say Anything" كما حصل على جائزة «أفضل ممثل مساند» عن دوره في فيلم «طيران المجرمين» "Con Air" عام 1997, ظهر في العديد من الأفلام مثل 1408 وطفل من المريخ و 2012.

## مرجع
- جون كيوزاك من الموسوعة الإنجليزية

## روابط خارجية
- جون كيوزاك على موقع IMDb (الإنجليزية)
- جون كيوزاك على موقع ميتاكريتيك (الإنجليزية)
- جون كيوزاك على موقع الموسوعة البريطانية (الإنجليزية)
- جون كيوزاك على موقع روتن توميتوز (الإنجليزية)
- جون كيوزاك على موقع مونزينجر (الألمانية)
- جون كيوزاك على موقع ألو سيني (الفرنسية)
- جون كيوزاك على موقع تيرنر كلاسيك موفيز (الإنجليزية)
- جون كيوزاك على موقع أول موفي (الإنجليزية)
- جون كيوزاك على موقع بوكس أوفيس موجو (الإنجليزية)
- جون كيوزاك على موقع قاعدة بيانات الأفلام السويدية (السويدية)